# 1989 en France
Chronologie de la France
- 1985
- 1986
- 1987
- 1988
- 1989
- 1990
- 1991
- 1992
- 1993

Cette page présente les faits marquants de l'année 1989 en France. La France célèbre cette année-là le Bicentenaire de la Révolution.

## Événements

### Janvier
- 1er janvier : la part patronale des cotisations sociales est mise en évidence sur le bulletin de salaire[1].
- 14 janvier : les militants d'Action directe Joëlle Aubron, Nathalie Ménigon, Jean-Marc Rouillan et Georges Cipriani sont condamnés à la réclusion criminelle à perpétuité assortie d'une mesure de sûreté de dix-huit ans pour le meurtre du PDG de Renault Georges Besse[2].
- 27 janvier : Patrick Dils, 18 ans, est condamné à la perpétuité pour le meurtre de deux enfants[3](Il sera reconnu innocent en 2002).
- 31 janvier : la COB, à l'initiative du ministre de l'Économie et des Finances Pierre Bérégovoy, rend public son rapport sur l'affaire Pechiney-Triangle, scandale d'initiés touchant des milieux proches du pouvoir et du président François Mitterrand ; une information judiciaire est ouverte dès le lendemain[4].

### Février
- 3 février : un rapport concernant la modernisation du service public pénitentiaire français, dit « Rapport Bonnemaison » est déposé au Ministère de la Justice. Dès le 6 février les personnels pénitentiaires rejettent le rapport, maintiennent leurs revendications et se remettent en grève[5]. Le conflit culmine avec une manifestation nationale à Paris le 23 février[6].
- 4 février : Marc Blondel élu secrétaire général de Force ouvrière, succède à André Bergeron[7].
- 15 février : une explosion détruit intégralement un immeuble situé sur la place à l'Huile à Toulon, Maison des Têtes, faisant treize morts et trente et un blessés[8].
- 22 février-3 mai : grèves de la fonction publique en Corse pour protester contre le refus du comité interministériel chargé de la Corse, le 27 février, de classer la région en « zone zéro » de vie chère. Le conflit se termine le 3 mai avec l'obtention d'une prime d'insularité[9].

### Mars
- 12-19 mars : progrès des partis de gauche lors des élections municipales. Plusieurs villes passent à gauche (Strasbourg, Dunkerque, Quimper, Blois, Orléans, Aix-en-Provence…).
- 29 mars : inauguration du Grand Louvre. Le lendemain, ré-inauguration de la pyramide du Louvre de l’architecte Ieoh Ming Pei[10] ouverte au public le 1er avril 1989[11].
- 29-30 mars : journées parlementaires du RPR à Nice[12] ; Philippe Séguin et les rénovateurs du RPR font alliance avec Charles Pasqua pour « régénérer le RPR » face à la stratégie d'union UDF-RPR menée par Alain Juppé. Le 1er avril, Jacques Chirac qualifie « d'absurdes » les querelles de génération, condamne les rénovateurs et invite Alain Juppé à brandir la menace de l'exclusion[13].

### Avril
- 10 avril : un accident aérien fait 22 morts à Léoncel près de Valence[14].
- 12 avril : le Conseil des ministres annonce le projet de construction de la « Bibliothèque nationale de France » entre les ponts de Bercy et de Tolbiac à Paris[15]. Elle sera aussi appelée TGB (très grande bibliothèque).
- 27 avril : inauguration du Parc Astérix par Jack Lang[16].

### Mai
- 4 mai : Jean-Marie Tjibaou président du FLNKS est assassiné dans l’île d’Ouvéa en Nouvelle-Calédonie par des extrémistes kanaks[17].
- 9 mai : le parc Big Bang Schtroumpf est inauguré par Laurent Fabius et Jacques Delors à Maizières-lès-Metz en Lorraine[16] ; après sa faillite, il est revendu au groupe Walibi en 1991 et renommé Walibi Schtroumpf. En 2003, Les Schtroumpfs disparaissent du site, rebaptisé Walibi Lorraine. Il est renommé Walygator Parc en 2007.
- 18 mai-14 août : Magiciens de la terre, exposition d'art contemporain présentée simultanément au centre Georges-Pompidou et à la grande halle de la Villette[18].
- 23 mai : présentation de la Citroën XM à Lyon[19].
- 24 mai : arrestation de Paul Touvier, ancien chef de la milice de Lyon[17].
- 29 mai - 15 novembre : mouvement national de grève des agents des impôts, des douanes et du Trésor. La grève décidée le 29 mai par les agents du Trésor des Bouches-du-Rhône et des Alpes-Maritimes se généralise. Le conflit dure quatre mois, ponctué de manifestations nationales les 12 septembre (25 000 participants à Paris), 5 octobre (50 000) et 19 octobre (100 000)[20].

### Juin
- 11 juin : élections provinciales néo-calédoniennes[17].
- 16 juin : inauguration à Lille de « L'Éléphant de la mémoire » construit à la demande du département du Nord pour commémorer le bicentenaire de la Révolution[21].
- 18 juin : élections européennes[17] ; succès de la liste RPR-UDF de Valéry Giscard d'Estaing[10].
- 28 juin : loi Bambuck contre le dopage sportif[22].

### Juillet

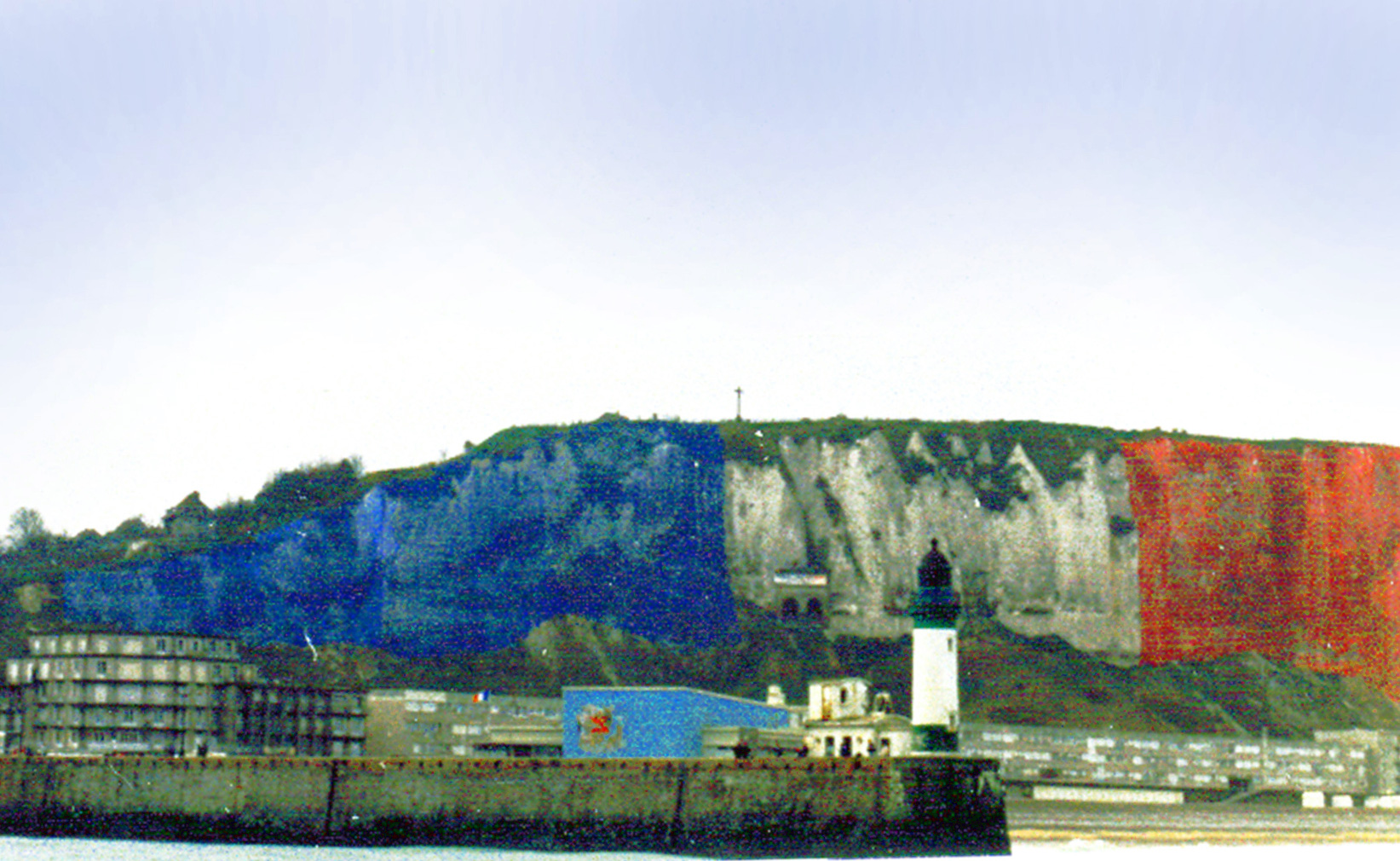
Falaise du Bicentenaire, Le Tréport, en Normandie (Bernard Romain).

- 4 juillet : adoption définitive d'une loi relative aux conditions de séjour et d'entrée des étrangers en France[17] (promulguée le 2 août).
- 6 juillet : loi tendant à améliorer les rapports locatifs[23].
- 10 juillet :
  - loi d'orientation sur l'éducation, prévoyant d'amener 80 % d'une classe d'âge au niveau du baccalauréat[24], et instituant les Instituts universitaires de formation des maîtres (IUFM)[25].
  - loi no 89-470 approuvant le Xe Plan de développement économique et social. Mise en place des contrats de ville[26].
  - loi instituant le permis à points[27].
- 13 juillet : inauguration de l’opéra Bastille à Paris[28].

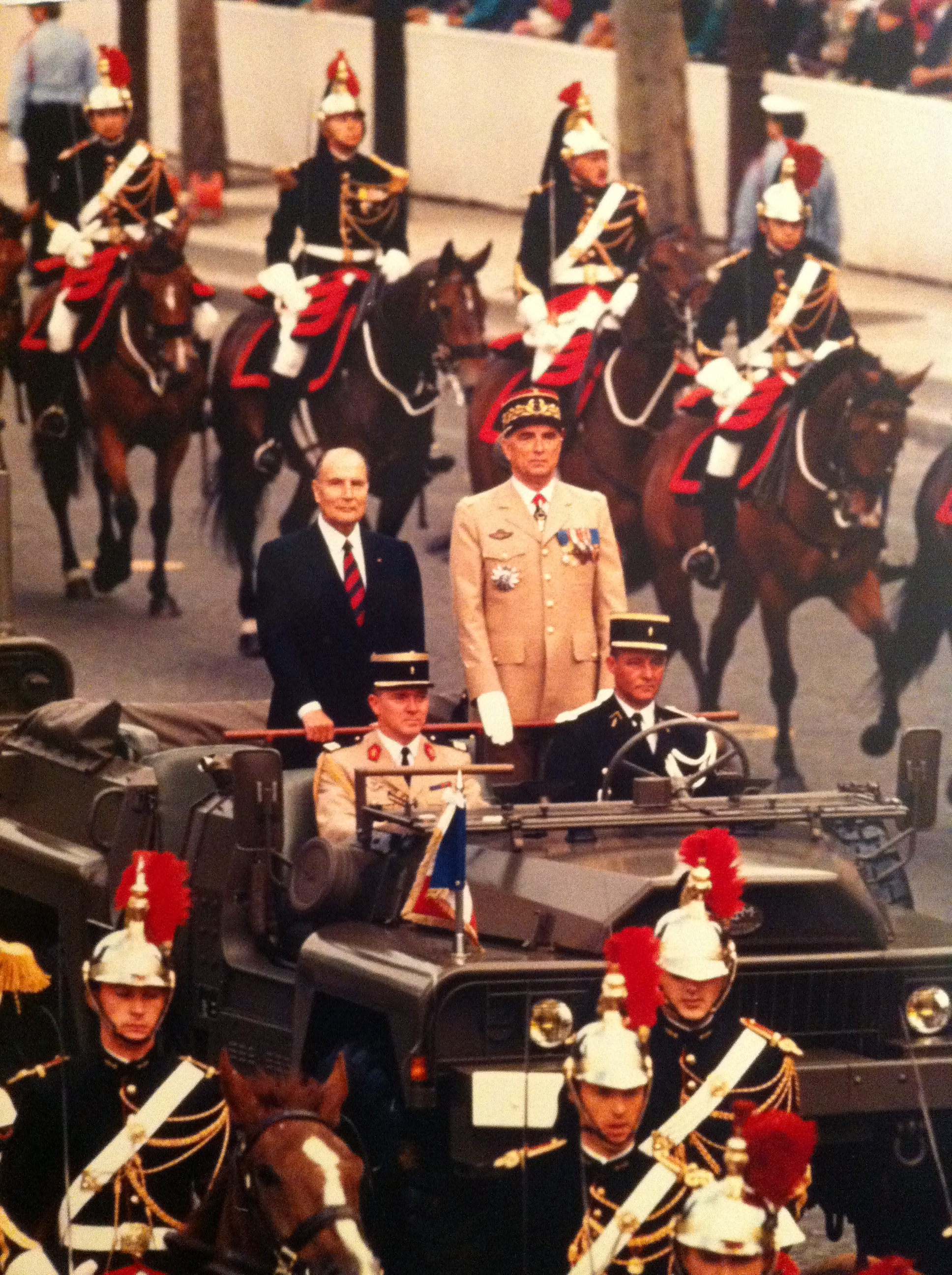
Le président François Mitterrand et le gouverneur militaire de Paris Hervé Navereau lors du 14 juillet 1989

- 14 juillet : ouverture des cérémonies du bicentenaire de la Révolution française ; « La Marseillaise », défilé sur les Champs-Élysées orchestré par Jean-Paul Goude[29].
- 14-16 juillet : sommet de l’Arche, réunion du G7 à La Défense[30].
- 18 juillet :
  - inauguration de l’Arche de la Défense[28].
  - affaire des paras de Francazal. Deux appelés déserteurs, Thierry El Borgi et Philippe Siauve, sont arrêtés à l'issue d'une série de meurtres et de viols commis depuis le 30 mai dans la région de Toulouse[31].
  - Ida Beaussart, une jeune fille de dix-sept ans, tue son père le néo-nazi Jean Claude Beaussart pendant son sommeil en lui tirant deux balles dans la nuque à leurs domicile de Salomé, dans le Nord ; en mai 1992, Ida est acquittée par la Cour d'Assises des mineurs de Douai[32].
  - un incendie se déclare au Porge, sur la commune de Lacanau en Gironde et ravage 3 800 hectares de pins[33].

### Août
- 2 août : loi relative aux conditions de séjour et d'entrée des étrangers en France[34].
- 7 août : Didier Tallineau tue sa compagne Catherine Charruau qui voulait le quitter. Il enterre le corps  à leur domicile d'Oulmes en Vendée. Il n'est retrouvé qu'en novembre 1999[35].
- 26 août : célébration du bicentenaire de la Déclaration des droits de l'homme et du citoyen de 1789. Le Président François Mitterrand inaugure à l'Arche de la Défense la Fondation « Arche de la Fraternité » et l'exposition « Libertés en exil » organisée conjointement avec le Haut commissariat aux réfugiés de l'ONU[36].
- 28 août : un gigantesque incendie ravage en trois jours plus de 5 000 hectares de la montagne Sainte-Victoire près d'Aix-en-Provence[37].

### Septembre
- 8 septembre-21 octobre : grève à l'usine Peugeot de Sochaux[38].
- 18 septembre : affaire du voile de Creil en Picardie ; trois élèves Fatima (13 ans), Leïla (14 ans) et Samira (13 ans) refusent de retirer leur voile en classe. Le principal du collège Ernest Chénière écrit aux parents pour leur expliquer les raisons de l'interdiction du port du voile au nom de la laïcité. Ceux-ci refusent et les jeunes filles sont exclues du collège. Le 9 octobre, elles reprennent les cours après qu'un compromis ait été trouvé : le port du foulard est autorisé au collège mais pas en classe. Mais l'accord est rompu le 19 novembre quand les collégiennes refusent à nouveau de retirer leur voile en cours et sont conduites en salle de documentation. L'affaire se médiatise et divise l'opinion.
- 19 septembre : attentat contre un DC-10 français d’UTA qui explose au-dessus du Niger, faisant 170 morts[39].
- 21 septembre : les fonctionnaires des impôts en grève lancent une action médiatisée avec le déploiement d'une banderole sur le fronton de cathédrale Notre-Dame de Paris[40].
- 25 septembre-5 octobre : reprise du conflit des personnels pénitentiaires[6].

### Octobre
- 6 octobre : début de l'affaire des « foulards islamiques »[10].
- 19 octobre : manifestation à Paris de 100 000 agents des finances[20].
- 19, 20 et 21 octobre : reprise du mouvement des infirmières[38].
- 20 octobre : arrêt Nicolo du Conseil d'État qui reconnaît pleinement la supériorité du droit international sur le droit national[41].
- 23 octobre : fin des programmes de la radio Aventure FM et naissance de la radio Maxximum à Paris sur 105.9 FM[42].

### Décembre
- 3 décembre : Marie-France Stirbois devient la seule députée du Front national après une partielle à Dreux[43].
- 12 décembre : Pierre Bérégovoy annonce la levée totale du contrôle des changes, applicable au 1er janvier 1990[17].
- 22 décembre : adoption définitive de la loi sur le financement des partis politiques et des campagnes électorales[17].
- 31 décembre :
  - loi relative à la prévention et au règlement des difficultés liées au surendettement[44].
  - Marlene Dietrich reçoit la Légion d'honneur JO du 2 janvier 1990[45].

## Naissances en 1989
- 8 juin : Amaury Vassili, chanteur lyrique.
- 1er septembre : Mabô Kouyaté, acteur français († 3 avril 2019).
- 23 octobre : Daphné Raynaud.